# Oak Ridge (Tennessee)
Oak Ridge è una città degli Stati Uniti d'America, nelle contee di Anderson e Roane, nello Stato del Tennessee.
Sede dell'Oak Ridge National Laboratory, Oak Ridge è stata fondata nel 1942 come sito di produzione per il Progetto Manhattan, la massiccia operazione governativa degli Stati Uniti che ha sviluppato la bomba atomica. La ricerca scientifica svolge ancora un ruolo cruciale nell'economia e più in generale nella cultura della città.